# Ophrys fuciflora apulica
Ophrys fuciflora subsp. apulica O. Danesh & E. Danesh, 1969 è una pianta appartenente alla famiglia delle Orchidacee, endemica dell'Italia centro-meridionale.
L'epiteto specifico deriva dal latino Apulia( = Puglia), area geografica in cui la specie è stata originariamente descritta.

## Descrizione
È una pianta erbacea geofita bulbosa, con fusto alto 15–35 cm.
Differisce dalla sottospecie nominale per le maggiori dimensioni dei fiori, appariscenti, riuniti, in numero da 3 a 8, in una infiorescenza apicale piuttosto lassa.
I sepali sono rosa o violacei, ovato-lanceolati, mentre i petali sono triangolari. Il labello è di forma trapezoidale, più lungo che largo, con gibbosità basali pronunciate ricoperte da una fitta peluria; la parte centrale del labello è decorata da una macula, di colore dal grigio al rosso, generalmente a forma di H. L'apicolo, di colore giallo-verdastro, è sviluppato e leggermente ripiegato sul labello.
Fiorisce da aprile a maggio.

## Biologia
L'impollinazione è entomofila ad opera dell'imenottero Eucera rufa (Apidae).

## Distribuzione e habitat
È un endemismo dell'Italia centro-meridionale. Considerata in passato entità esclusiva della Puglia, area geografica in cui è stata primitivamente descritta, è stata successivamente segnalata anche nelle Marche, in Molise, Abruzzo, Basilicata e Calabria; dubbia la presenza in Sicilia.